# George Wright
George Wright, född 20 februari 1963, är en friidrottare från Kanada. Han deltog vid olympiska sommarspelen 1988.